# 半乳齒象屬
半乳齒象屬為長鼻目下的一個屬，化石發現於中新世時期的巴基斯坦德拉布提地層組。半乳齒象屬與其他長鼻目之間的分類演化關係仍然不明。

## 下属物种
本属包括以下物种：
- Hemimastodon annectens (Matsumoto, 1924)[2]
- Hemimastodon crepusculi (Pilgrim, 1908)[3]